# Dargaville
La ville de Dargaville (en maori de Nouvelle-Zélande : Takiwira) est une localité de l'Île du Nord de la Nouvelle-Zélande.

## Situation
Elle est située sur la berge de la branche nord du fleuve Wairoa dans la région du Northland.
La ville est située à 55 km au sud-ouest de celle de Whangarei.

## Population
La population était de 4 251 habitants lors du recensement de 2013 en Nouvelle-Zélande, en diminution de 204 résidents par rapport au recensement de 2006 et de 282 résidents par rapport à celui de 2001.
Elle est connue pour sa proportion importante de résidents, qui sont des descendants de Croates.

## Caractéristiques
La zone autour de Dargaville est l’une des principales régions du pays pour la culture des kumara (kumaras) et Dargaville est ainsi connue par de nombreuses personnes comme étant la « capitale des Kumaras » en Nouvelle-Zélande.

## Toponymie
La ville tire son nom du marchand de bois et homme politique Joseph Dargaville (en) (1837-1896).

## Histoire

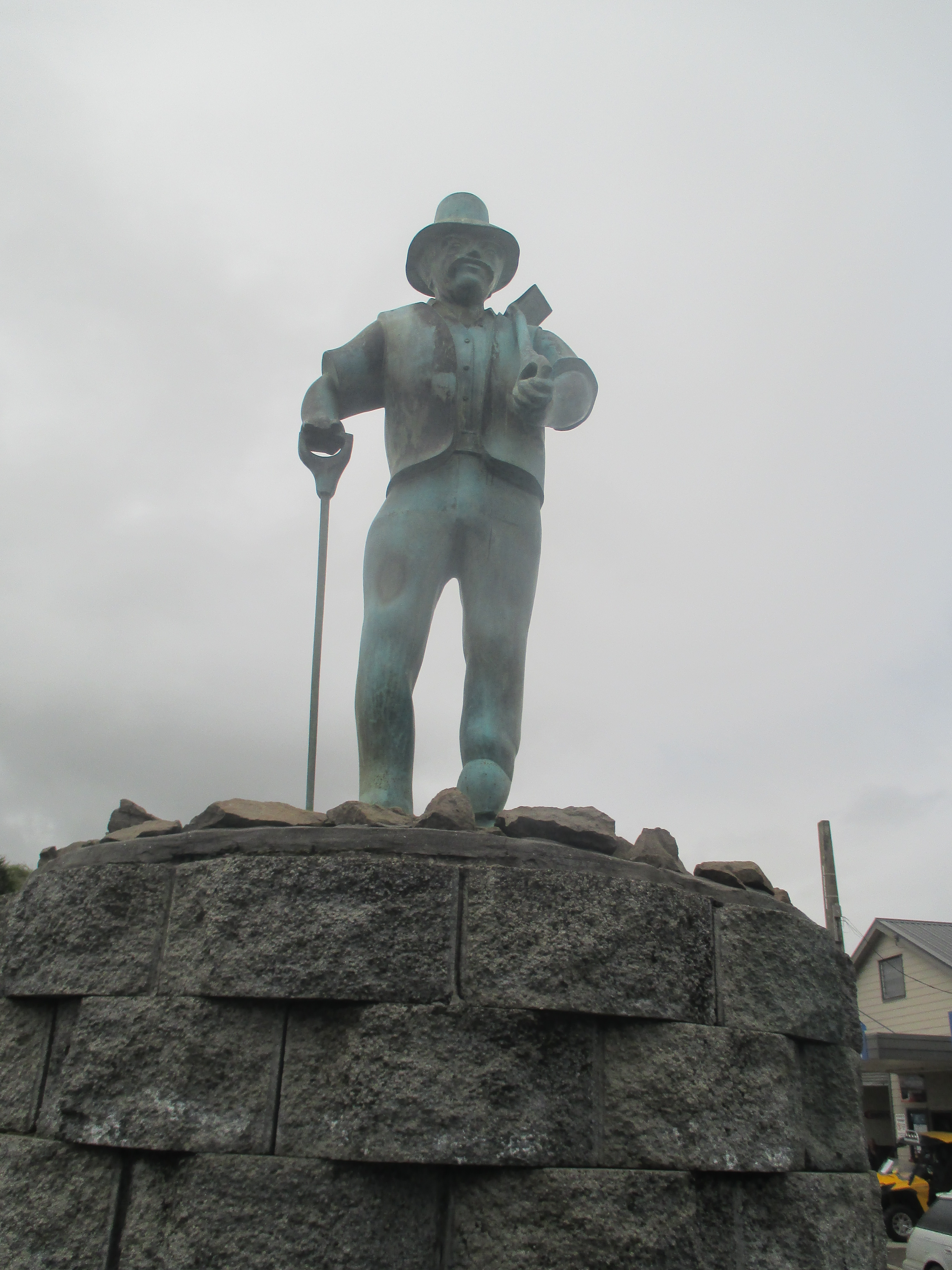
Statue d’un chercheur de gomme (Gumdigger) au niveau de la ville de Dargaville.

La ville fut fondée durant le XIXe siècle sur la base du commerce des troncs de Agathis australis ou kauri et de l’exploitation forestière commerce du bois d’oeuvre (en).
Elle eut brièvement la population la plus importante de la Nouvelle-Zélande.
La région commença à être connue par une industrie florissante comportant l’extraction de la gomme de kauri (en) et l’exploitation forestière des kauris, qui était basée essentiellement à Te Kopuru, à plusieurs kilomètres au sud de Dargaville sur les berges du fleuve Wairoa et le fleuve était utilisé pour le transport des lourds troncs vers l’aval pour les besoins des chantiers navals car c’était un moyen de transport simple vers Auckland.

## Géographie

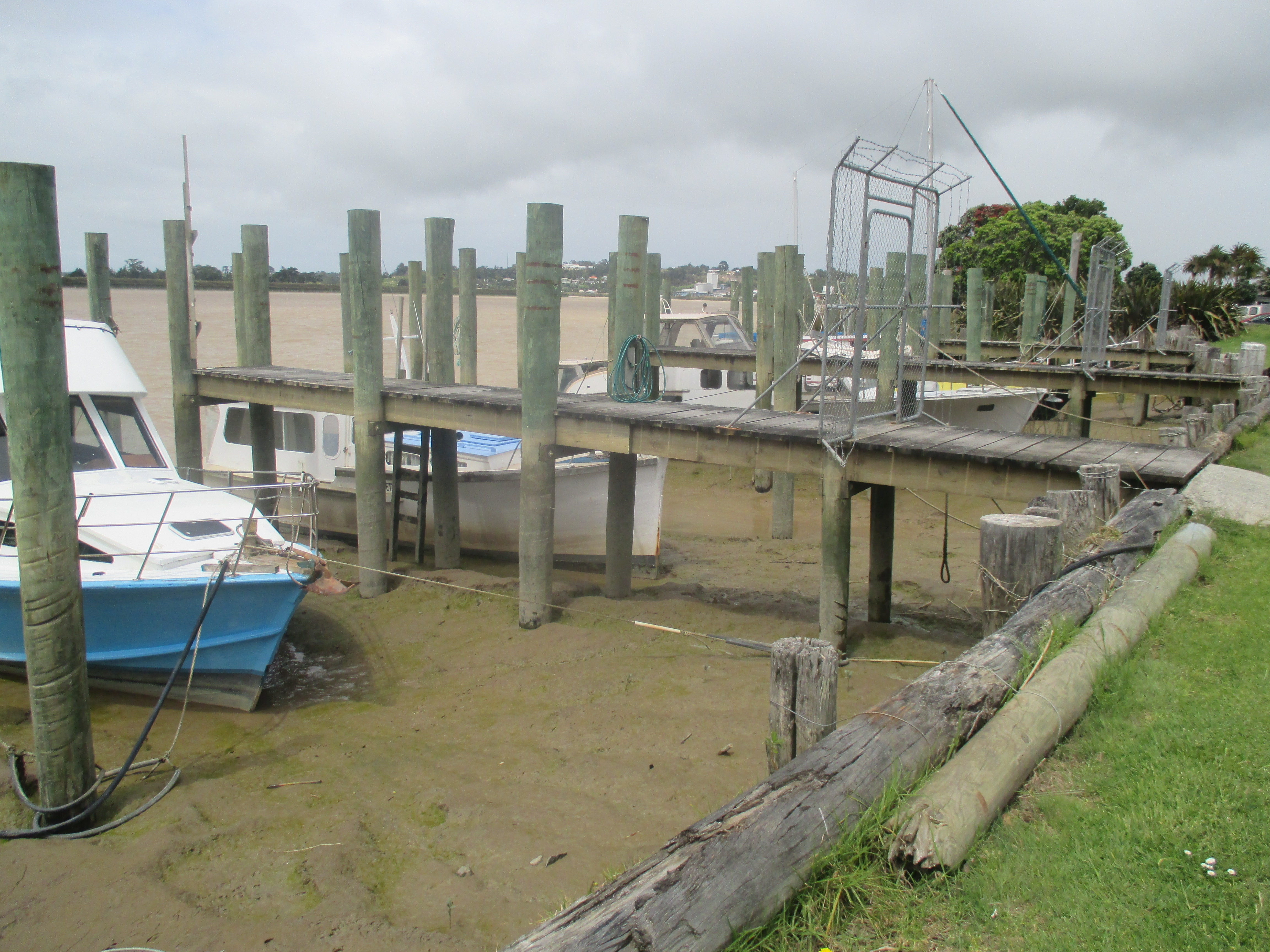
Des bateaux amarrés près du centre Dargaville.

La ville de Dargaville est située le long du fleuve Wairoa avec des bateaux pouvant s’amarrés directement à côté du centre de la ville. De plus, le fleuve est soumis à la marée, quand il passe à travers la ville de Dargaville.
Mais Dargaville possède aussi l’une des plus longues étendue ininterrompue de plage de sable de la Nouvelle-Zélande, qui est très largement praticable en voiture d’une extrémité à l’autre.
Cette plage est le siège du fameux et délicat coquillage local appelé toheroa, qui fut sur-exploité entre les années 1950 et 1960, causant le déclin de cette population de coquillage, ce qui a conduit à l’interdiction de leur ramassage par le public.
Dargaville est aussi la porte d’entrée de la  forêt de Waipoua, un parc national protégé, qui est le siège des plus gros spécimens de Kauri de Nouvelle-Zélande, et en particulier : le Tane Mahuta (mot Māori, signifiant le "Lord de la Forêt"), étant le chef parmi eux.

## Climat
| Mois                              | jan. | fév. | mars | avril | mai   | juin  | jui.  | août  | sep.  | oct. | nov. | déc. | année |
| --------------------------------- | ---- | ---- | ---- | ----- | ----- | ----- | ----- | ----- | ----- | ---- | ---- | ---- | ----- |
| Température minimale moyenne (°C) | 13,9 | 14,3 | 13,6 | 11,5  | 9,2   | 7,8   | 6,8   | 7,4   | 8,7   | 10   | 11,2 | 12,7 | 10,59 |
| Température moyenne (°C)          | 18,8 | 19,1 | 18,3 | 16    | 13,5  | 11,8  | 10,9  | 11,4  | 12,5  | 13,9 | 15,5 | 17,3 | 14,92 |
| Température maximale moyenne (°C) | 23,6 | 24   | 23   | 20,5  | 17,8  | 15,8  | 15    | 15,4  | 16,3  | 17,8 | 19,7 | 21,9 | 19,23 |
| Précipitations (mm)               | 73   | 74,6 | 88,5 | 89,3  | 114,7 | 145,2 | 126,8 | 128,7 | 102,3 | 91,2 | 81,8 | 72,3 |       |

| Diagramme climatique                                  |            |            |              |              |              |            |              |              |            |              |              |
| J                                                     | F          | M          | A            | M            | J            | J          | A            | S            | O          | N            | D            |
| 23,613,973                                            | 2414,374,6 | 2313,688,5 | 20,511,589,3 | 17,89,2114,7 | 15,87,8145,2 | 156,8126,8 | 15,47,4128,7 | 16,38,7102,3 | 17,81091,2 | 19,711,281,8 | 21,912,772,3 |
| Moyennes : • Temp. maxi et mini °C • Précipitation mm |            |            |              |              |              |            |              |              |            |              |              |

## Transports

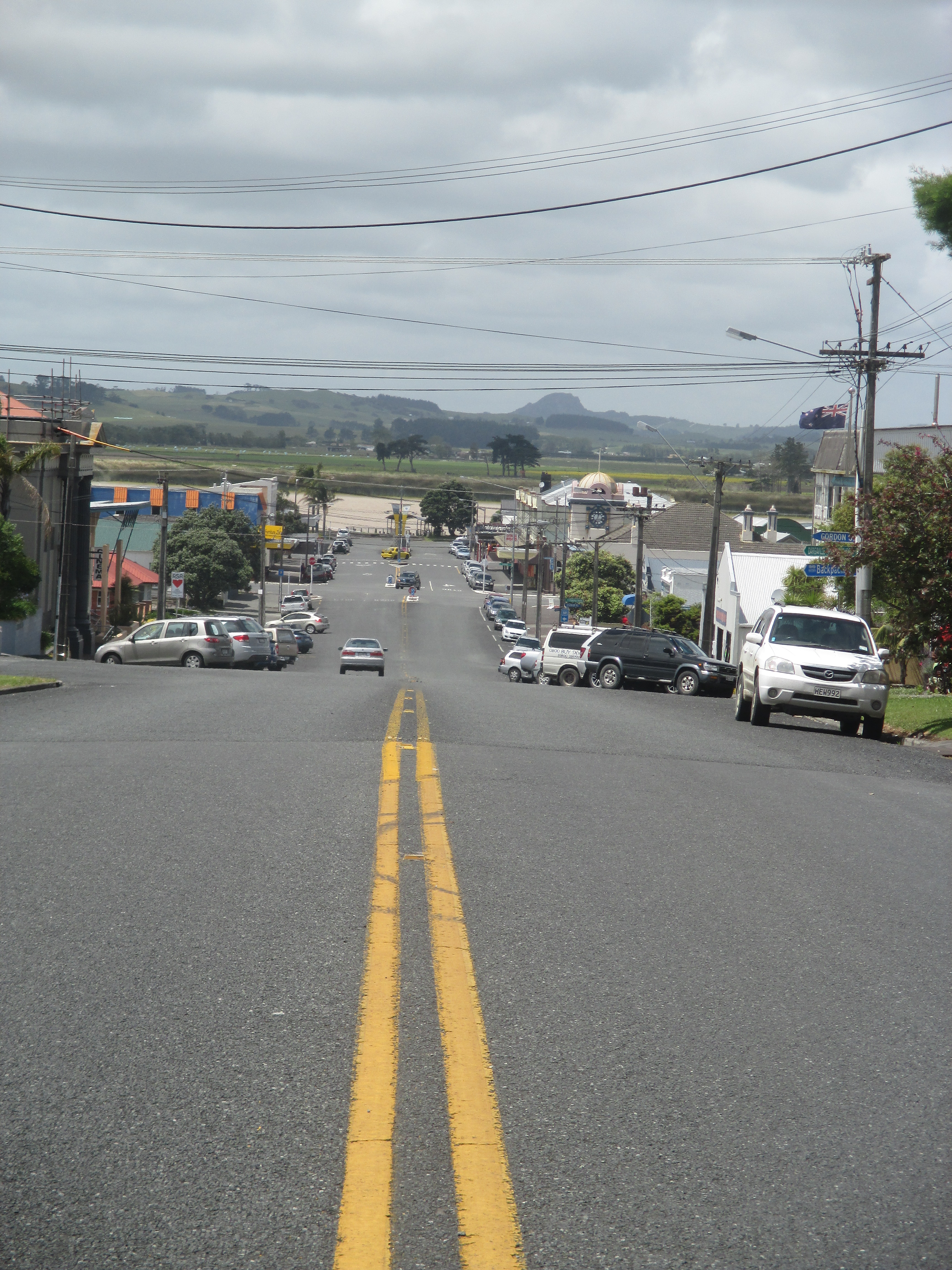
la route d’’Hokianga Road’, une des principales rues du centre-ville de Dargaville

Dargaville est à la jonction de la route State Highway 12 (en) et de la route State Highway 14 (en).
Au nord de la ville, le chemin de fer de la branche de Donnelly's Crossing (en) fut installé pour fournir un accès pour d’autres activités d’exploitations forestières.
La première portion de cette ligne fut ouverte en 1889, et elle atteint son extension maximale en 1923.
Après avoir été exploitée de façon isolée du réseau national des chemins de fer pendant des décades, elle fut connectée à la ligne nord d’Auckland (en) par le biais de la branche de Dargaville (en) en 1940.
La section nommée «Donnelly's Crossing Section» ferma en 1959, mais la branche de Dargaville continue à fonctionner actuellement uniquement pour le fret, bien que son avenir soit moins que certain.

## Activité économique actuelle
La zone autour de Dargaville est maintenant principalement consacrée à l’agriculture et supporte une industrie du lait, l’élevage des bœufs et des moutons, ainsi qu’une industrie de la plantation de forêt, qui reste prospère.
D’autres attractions sont constituées par les lacs de « Kai Iwi » à quelque 25 kilomètres au nord de la ville et la péninsule de péninsule de Pouto (en).
« Baylys Beach » est la plage locale de Dargaville située à 13 kilomètres du centre-ville et offre plus de 90 kilomètres d’une côte accidentée, exposée à l’ouest mais apte au surf.

## Éducation
- L’école de « Dargaville High School » (allant de l’année 9 à 13) est une école secondaire avec un effectif de 528 élèves[3]. L’école ouvrit en 1921, mais fut détruite par le feu en 1937 et reconstruite l’année suivante[4].
- L’école « Dargaville Intermediate » est une école intermédiaire, allant de l’année 7 à 8, avec un effectif de 166 élèves[5].

Les deux écoles ont un taux de décile de 3.
- L’école primaire : école primaire de Dargaville (en) et l’école « Selwyn Park School » sont des écoles primaires (allant de l’année de 1 à 6) avec un effectif respectivement, de 401 élèves[6] et 128 élèves[7]. L’école primaire de Dargaville fut ouverte en 1877.

En 1879, elle avait un effectif de 16 élèves, qui a grossi ensuite jusqu’à 155 élèves en 1899. Elle avait un taux de décile de 4.
- L'école de « Selwyn Park » a célébré son jubilée en 2008[9],[10]. Elle a un taux de décile de 1.
- L’école : « St Joseph's School » de Dargaville est une école primaire allant de l’année 1 à 8, avec un taux de décile de 3 et un effectif de 114 élèves[11]. C’est une école catholique intégrée au système public[12].

Toutes ces écoles sont mixtes.
- L’école « polytechnic » : North tec (polytechnic) (en) a aussi un campus au niveau de Dargaville[13].

## Personnalités notables
- Frank Watkins (en), pilote de la RNZAF de la Seconde Guerre mondiale
- Mark Williams (en), chanteur et artiste
- Mike Perjanik (en), musicien, producteur de disque et compositeur
- Winston Peters, homme politique et leader Néo-Zélandais du parti Nouvelle-Zélande d'abord, a suivi les cours du « Dargaville High School »
- Dion Nash (en), joueur de cricket de Nouvelle-Zélande, suivit les cours de « Dargaville High School »
- Mark Taylor (en), joueur des All Black